# Mary Alsop King Waddington
Pour les articles homonymes, voir Alsop.
Mary Alsop King Waddington, née le 28 avril 1833 à New York et morte le 30 juin 1923, est une mémorialiste américaine.

## Biographie
Fille de Charles King (en) et petite-fille de Rufus King, elle épouse William Waddington, futur président du Conseil français. Leur fils, Francis Richard Waddington, épousera la fille de l'amiral Sallandrouze de Lamornaix.

## Publications
- Jeanne de Vaudreuil (1850)
- Letter of a Diplomat's wife, 1883-1900 (1902)
- Italian letters of a Diplomat's wife (1904)
- Chateau And Country Life in France (1908)
- My First Years as a Frenchwoman, 1876-1879 (1914)
- My War Diary (1917)
- A Winter in Algiers (1929)